# Nukleotid-Diphosphatase 1
Nukleotid-Diphosphatase (NPPase) (genauer: Ectonukleotid-Pyrophosphatase/Phosphodiesterase) heißen Enzyme, die die hydrolytische Spaltung von FAD und anderen Dinukleotiden zu katalysieren. Diese Reaktion ist wichtig für den Abbau dieser Stoffe und NPPasen kommen in Tieren und Pflanzen vor. Der Mensch hat zwei Gene, die für NPPasen codieren: ENPP1 und ENPP3.
Die NPPasen sind Membranproteine. Die NPPase 1 ist hauptsächlich auf der Oberfläche von Plasmazellen zu finden.
Mutationen am ENPP1-Gen können zu NPPase 1-Mangel und dieser zu Ossifikation des Ligamentum longitudinale posterius (OLPP) und infantiler arterieller Calcifizierung (IIAC) führen. Überproduktion des Enzyms wurde in mehreren Gewebetypen von Menschen mit Insulinresistenz gezeigt und Enzymvarianten wurden in vielen Studien mit Diabetes Typ 2 und seinen Folgeerkrankungen assoziiert. Die Ursache ist die Bindung von überproduzierter NPPase 1 an den Insulinrezeptor und resultierende Hemmung der Signaltransduktion von Insulin. Aus diesen Gründen ist NPPase ein pharmazeutisches Target für die Behandlung dieser Krankheiten.

## Katalysierte Reaktionen
Nukleotid-Diphosphatase 1 und Nukleotid-Diphosphatase 3 sind in der Lage, sowohl als Diphosphatase (EC 3.6.1.9) als auch als Diesterase (EC 3.1.4.1) zu fungieren und so nicht nur unterschiedliche Dinukleotide wie NAD+, NADP+, FAD, CoA und sogar UDP-Glucose abzubauen, sondern auch Triphosphate wie ATP, GTP, CTP, TTP und UTP; außerdem Diadenosinpolyphosphate und cAMP.
 + H2O {\displaystyle \longrightarrow }  + AMP
Als Beispiel ist die Spaltung von FAD in FMN und AMP gezeigt.

## Weitere Funktionen
Durch ihre Rolle bei der Regulation des Diphosphat-Gehalts hat NPPase 1 eine Funktion beim Knochenwachstum; sie scheint auch am Nukleotid-Zucker-Stoffwechsel im ER und im Golgi-Apparat teilzunehmen und ein Faktor bei der Insulin-Sensitivität zu sein.

## Regulation
Beide NPPasen werden gehemmt durch niedrige ATP-Konzentration mit folgender Phosphorylierung des Enzyms.